# خال دیسپلاستیک
خال دیسپلاستیک (انگلیسی: Dysplastic nevus) نوع خاصی از خال ملانوسیتیک است که در حدود دو درصد خالها را تشکیل می‌دهد و افتراق آن از ملانوما دشوار است.
خال دیسپلاستیک اغلب بزرگتر از خال‌های معمولی است و حاشیه‌های آن مشخص نمی‌باشد، رنگ آن معمولاً یکدست نیست و امکان دارد رنگ آن از صورتی تا قهوه‌ای تیره متغیر باشد. ممکن است بخش‌هایی از آن از سطح پوست برجسته تر باشد. خال دیسپلاستیک ممکن است به ملانوم بدخیم (نوعی سرطان پوست) تبدیل شود.

## نگارخانه

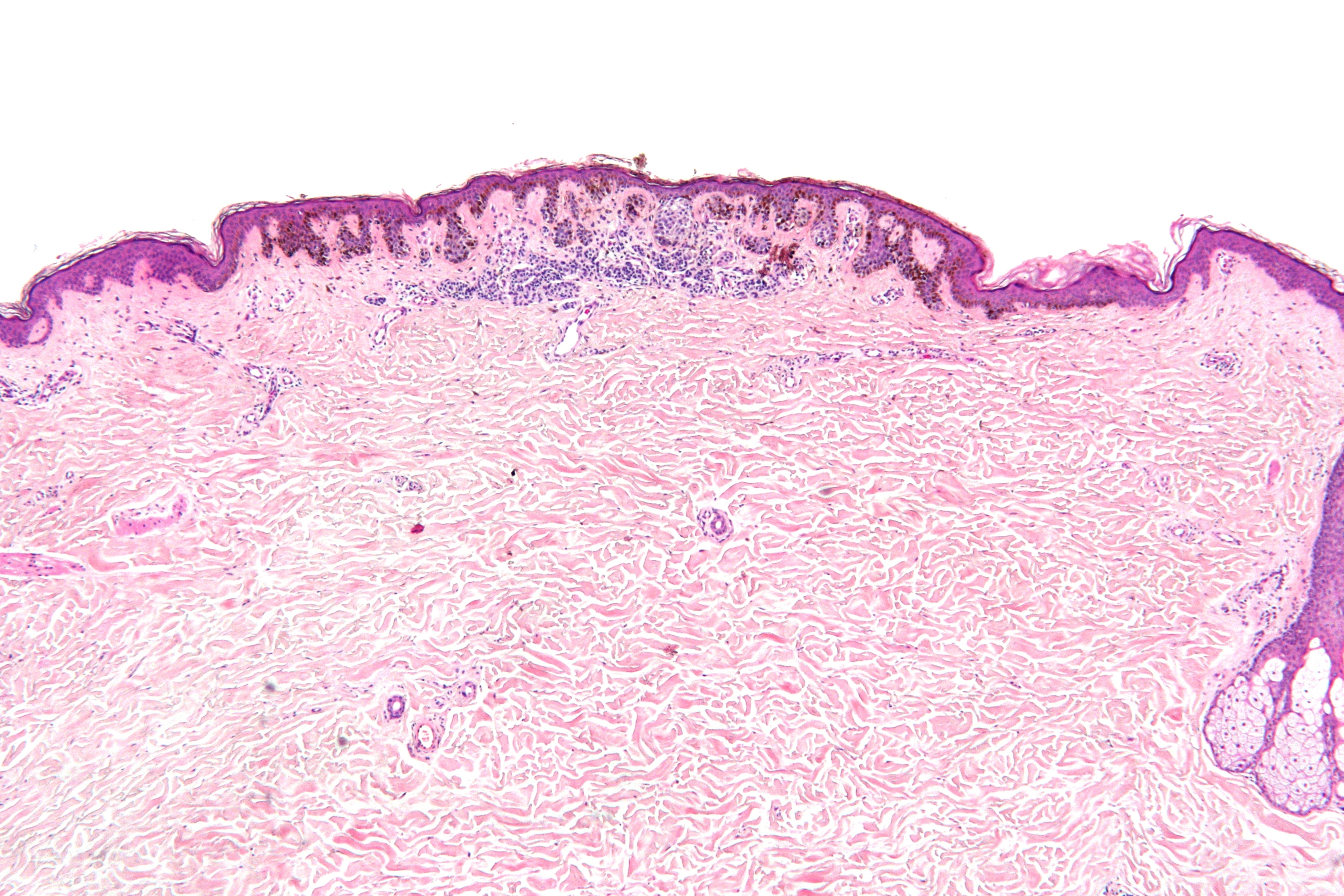
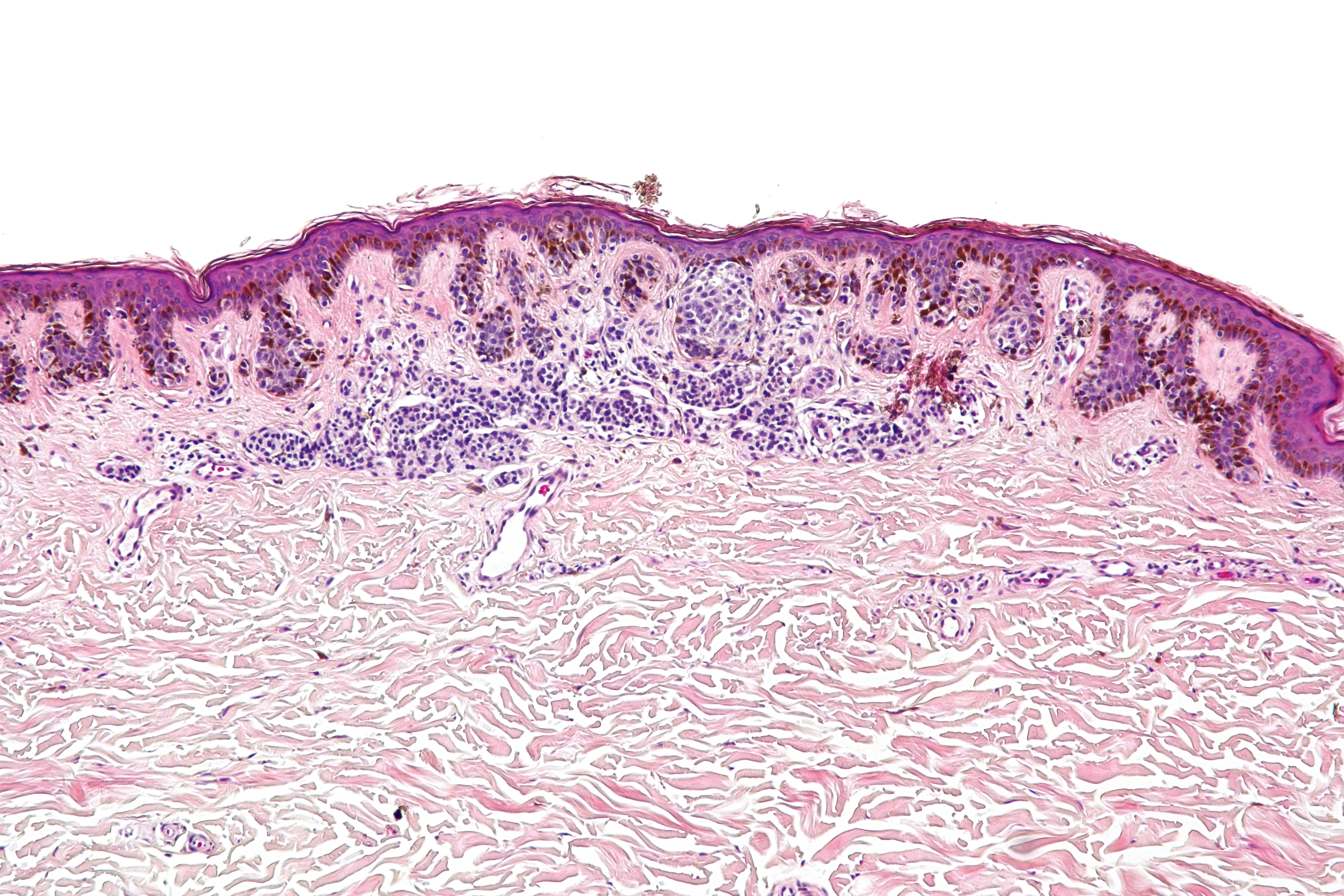
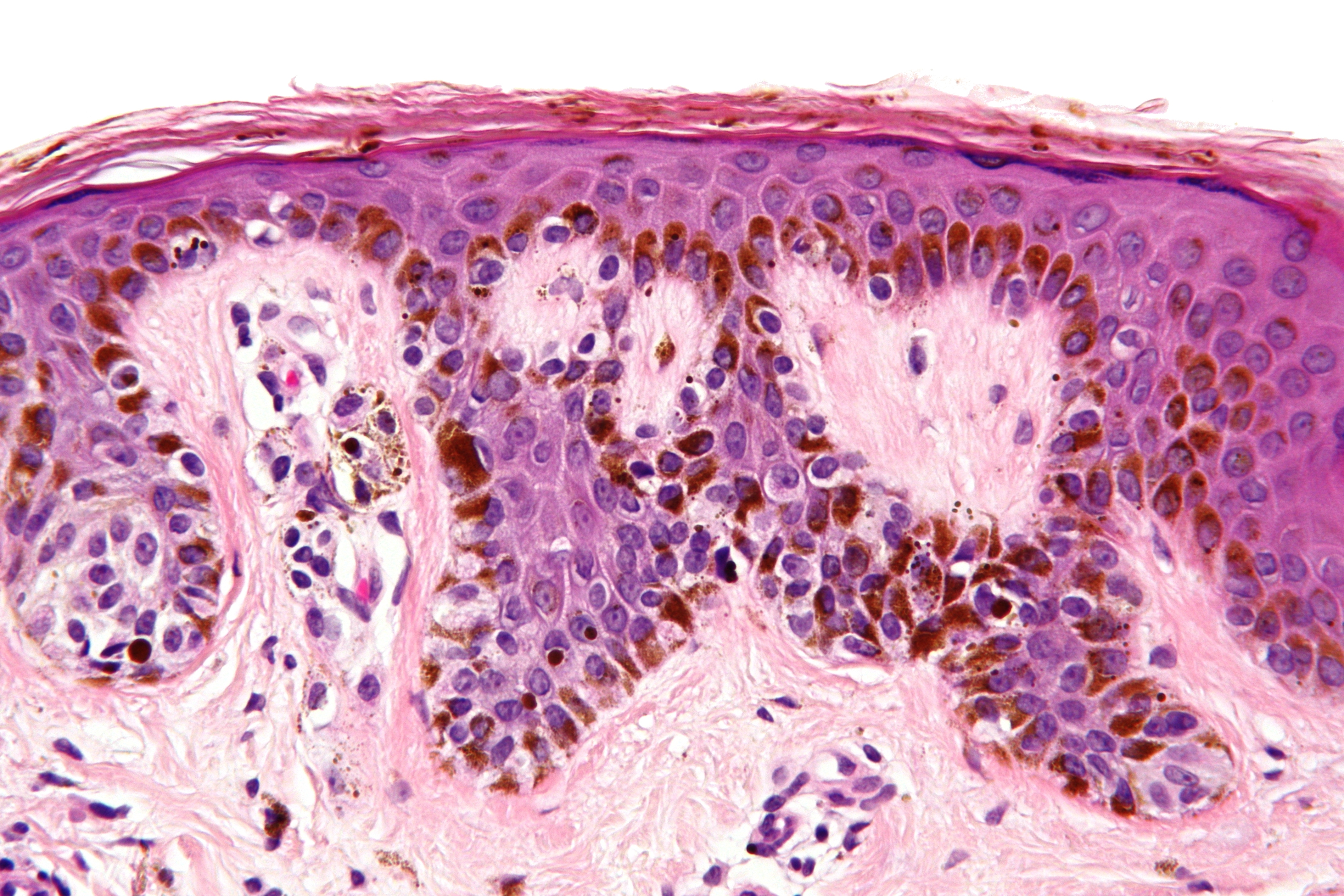